# محمد سعيد الشيخ
مُحَمَّد سَعِيِد الشَّيْخ (بالإنجليزية: Mohammed Al Shaikh)‏، من مواليد 25 نوفمبر 2003م، في مدينة غزة، فلسطين، هو رياضي فلسطيني وأصغر فلسطيني يدخل موسوعة غينيس.

## حياته
محمد طفل فلسطيني من قطاع غزة، بدأ اهتمامه بالرياضة واللياقة البدنية في عام 2014 حيث استطاع المشاركة في البرنامج العرب عرب قوت تالنت وسافر إلى بيروت لتقديم مرحلة تجارب الأداء، ونجح في إقناع اللجنة بموهبته وحصل على إعجاب الجمهور.

## مشواره الفني
بدأ محمد الشيخ بممارسة الرياضة منذ الصغر ، وعمره 10 سنوات وهو من مواليد عام 2003م. لقد اكتشفت والدته موهبته في عام 2014 , عندما كان يشاهد محمد على اليوتيوب مجموعة من الرياضين الذي يمارسه فن الليونة بالجسد وكان بالبداية يقلد ذلك وشجعته امه واسرته على الاستمرار في ذلك، حيث قام بالتسجيل ببرنامج المواهب العربي arabs got talent وسافر إلى بيروت لتقديم مرحلة تجارب الاداء، ونجح في اقناع اللجنة بموهبته وحصل على اعجاب الجمهور ’ وبعد ذلك قام بالتعرف على المدرب محمد لبد لتطويره مهارته وتجهيز عروضه لمراحل متقدمة في البرنامج، وذلك بعد تأهله لمرحلة النصف نهائي، حيث قدم عرض رائع أعجب الجمهور وأعجب لجنة التحكيم وحصل على أعلى نسبة تصويت في البرنامج ومن ثم تأهله للمرحلة النهائية، وقدم محمد عرضا مميزا في المرحلة النهائية من برنامج المواهب العربي إلى ان المنافسة كانت قوية وكان من أفضل 3 أشخاص قدمو عروضا على المسرح ولم يكن صاحب الحظ بالفوز باللقب، ومن هنا بدأت شهرته تزداد بعد مشاركته في البرنامج.

## تحقيق رقم قياسي
تمكن الطفل العنكبوت محمد الشيخ من تحطيم الرقم القياسي بتقديم أكبر عدد من الدورات حول الجسم بوضعية الصدر على الأرض، ليدخل موسوعة جينيس للأرقام القياسية، خلال عرض جماهيري نظم في العاصمة الأردنية عمان بتاريخ 2 فبراير 2017.